# Adolf König
Pour les articles homonymes, voir König.
Adolf König (né le 28 juin 1850 à Witten et mort le 23 novembre 1900) est médecin et député du Reichstag.

## Biographie
König étudie au lycée de Duisbourg et les universités de Göttingen, Kiel et Vienne. Au cours de ses études, il devient membre de la Burschenschaft Brunsviga (de) en 1869. À partir de 1876, il est médecin à Witten et médecin résident à l'institution des diaconesses. Il est également conseiller municipal pendant 5 ans et membre du conseil municipal de Witten pendant 6 ans. Pour la Westphalie, König est une figure de proue de l'antisémitisme protestant.
Du 24 juillet 1893 au 26 février 1895, il est député du Reichstag pour la 1re circonscription du district de Cassel (de) (Rinteln (de), Hofgeismar, Wolfhagen (de)) avec le Parti social allemand. Son mandat est déclaré invalide en 1895.